# Bai Lili
Bai Lili (chinesisch 白莉莉, Pinyin Bái Lìlì; * 29. Oktober 1978 in Shanghai) ist eine ehemalige chinesische Fußballspielerin und A-Nationalspielerin.

## Karriere

### Vereine
Bai spielte bereits in jungen Jahren in Shanghai Fußball, zuletzt von 2001 bis 2006, zunächst für Shanghai Zhongyuan Huili und anschließend – nach erfolgter Namensänderung – für Shanghai International.

### Nationalmannschaft
Bai bestritt für den CFA in sechs Jahren (außer im Jahr 2003) 55 Länderspiele, in denen sie 17 Tore erzielte. Sie debütierte am 26. Februar 2000 beim 5:0-Sieg im Freundschaftsspiel gegen die Nationalmannschaft Russlands und erzielte eine Minute nach ihrer Einwechslung mit dem Treffer zum Endstand in der 64. Minute sogleich ihr erstes A-Länderspieltor.
Im Spieljahr 2001 bestritt sie zwei weitere Freundschaftsspiele (1:0 vs. USA am 11. Januar, 1:1 vs. Frankreich am 21. März), kam in zwei Spielen im Turnier um den Algarve-Cup (1. Spiel Gruppe B sowie Spiel um Platz 3), in zwei Spielen der Asienmeisterschaft (1. Spiel Gruppe C und Spiel um Platz 3) und in einem Spiel im Turnier um den U.S. Cup zu weiteren Länderspieleinsätzen.
Im Spieljahr 2002 bestritt sie elf Länderspiele, davon drei in Freundschaft, vier im Turnier um den Algarve-Cup (Gruppe A und Finale), drei im Vier-Nationen-Turnier und eins bei den Asienspielen am 2. Oktober in Busan.
Mit 17 Länderspielen bestritt sie im Spieljahr 2004 die meisten; drei im Vier-Nationen-Turnier, drei Freundschaftsspiele, vier Spiele im Turnier um den Algarve-Cup (Gruppe C und Spiel um Platz 5), fünf in der Qualifikation für das olympische Fußballturnier 2004 und zwei in diesem selbst am 11. und 14. August in Gruppe F.
Mit drei Spielen im Vier-Nationen-Turnier und zwei Freundschaftsspielen gegen die Nationalmannschaft Dänemarks am 4. und 7. Februar (0:0, 1:1) endete das Spieljahr 2005 bereits für sie. Im Spieljahr 2006 bestritt sie erneut drei Spiele im Vier-Nationen-Turnier, drei Freundschaftsspiele, vier im Turnier um den Algarve-Cup (Gruppe C und Spiel um Platz 5) und vier bei der Asienmeisterschaft (Gruppe A und Halbfinale) Im Finale, in der sich ihre Mannschaft am 30. Juli 2006 in Adelaide mit 4:2 im Elfmeterschießen gegen die Nationalmannschaft Australiens durchsetzte, kam sie nicht zum Einsatz.

## Erfolge
Nationalmannschaft
- Asienmeisterin: 2006
- Vier-Nationen-Turnier-Siegerin: 2005
- Algarve-Cup-Siegerin: 2002
- Silbermedaille Asienspiele 2002
- Dritte Asienmeisterschaft 2001